# تشارلي بييل
تشارلي بييل (بالإنجليزية: Charlie Beal)‏ هو عازف جاز وعازف بيانو أمريكي، ولد في 14 سبتمبر 1908، وتوفي في 31 يوليو 1991.

## وصلات خارجية
- تشارلي بييل على موقع ميوزك برينز (الإنجليزية)
- تشارلي بييل على موقع أول ميوزيك (الإنجليزية)